# Можарське сільське поселення (Янтіковський район)
Можа́рське сільське поселення (рос. Можарское сельское поселение) — муніципальне утворення у складі Янтіковського району Чувашії, Росія. Адміністративний центр — село Можарки.

## Населення
Населення — 785 осіб (2019, 997 у 2010, 1257 у 2002).

## Склад
До складу поселення входять такі населені пункти:
| Населений пункт    | Населення, осіб (2002) | Населення, осіб (2010) |
| ------------------ | ---------------------- | ---------------------- |
| Гришино, село      | 217                    | 163                    |
| Кічкеєво, присілок | 325                    | 239                    |
| Можарки, село      | 715                    | 595                    |